# Ya no se trata de ti
«Ya no se trata de ti» es una canción interpretada por la cantante chilena Francisca Valenzuela. Se lanzó el 7 de noviembre de 2018, como el segundo sencillo de su cuarto álbum de estudio La fortaleza (2020). El 28 de junio de 2019, volvió a lanzar la canción como sencillo, esta vez en una versión acústica en colaboración con Elsa Y Elmar.

## Antecedentes y lanzamiento
La pista con sonido de balada moderna y confesional, se estrenó como sencillo principal y un adelanto del cuarto álbum de estudio de la cantante La fortaleza, estrenado el 17 de enero de 2020.

## Composición
La canción producida por fue producida por Vicente Sanfuentes, Fernando Herrera Bastidas y Francisca Valenzuela, aborda dejar atrás a la persona que alguna vez te hizo daño, llamando a la superación personal y la madurez de crecer y liberarse de situaciones del pasado, con frases como «Dejaste escombros, dejaste demonios, circulando, ahora los miro a la cara y les digo no son tanto». Fue grabado en Los Ángeles y contó con la mezcla de Matty Green y Gonzalo Chalo González. En una entrevista para la revista Rolling Stone la cantante afirmó que el tema expresa «el dejar esa persona o situación que te hizo daño».

## Video musical
El video musical de «Ya no se trata de ti» fue dirigido por la propia Francisca Valenzuela, al igual que su sencillo anterior «Tómame» y se estrenó el 26 de julio de 2019 a través de la revista Rolling Stone y su canal de YouTube.

## Premios y nominaciones
| Año  | Premio         | Categoría       | Resultado | Ref.   |
| ---- | -------------- | --------------- | --------- | ------ |
| 2019 | Premios Pulsar | Canción del Año | Nominada  | [ 12 ] |

## Posicionamiento en listas
| Listas (2018)         | Mejor posición |
| --------------------- | -------------- |
| Chile (Singles Chart) | 39             |